# Николаев, Александр Панфомирович
Александр Панфомирович Николаев (1860—1919) — генерал-майор, герой Первой мировой войны, участник Гражданской войны в России.

## Биография
Сын солдата, родился 19 августа 1860 года. Начальное образование получил дома, после чего 1 декабря 1877 года был принят на военную службу вольноопределяющимся и вскоре зачислен в Московское пехотное юнкерское училище.
Выпущен 29 сентября 1882 года прапорщиком в 17-й резервный пехотный кадровый батальон. Далее он получил чины подпоручика (30 августа 1884 года), поручика (25 октября 1888 года), штабс-капитана (15 марта 1891 года) и капитана (6 мая 1900 года). Вначале заведовал швальнею, потом в течение 12 с половиной лет командовал 6-й ротой.
В 1903 году Николаев с отметкой «успешно» прошёл курс наук в Офицерской стрелковой школе.
В рядах 2-го Восточно-Сибирского стрелкового полка Николаев принимал участие в русско-японской войне, был ранен и за боевые отличия 12 января 1905 года произведён в подполковники. Высочайшим приказом от 16 марта 1905 года он был удостоен Золотого оружия с надписью «За храбрость».
Далее вернулся служить в 169-м пехотном Ново-Трокском полку, где с 1906 года командовал 1-м батальоном.
После начала Первой мировой войны Николаев был назначен командиром Новотрокского пехотного полка. Высочайшим приказом от 10 июня 1915 года Николаев был награждён орденом св. Георгия 4-й степени
За то, что в бою 10 фев. 1915 г., будучи начальником правого боевого участка и находясь под сильным артиллерийским, пулемётным и ружейным огнём, после упорного боя овладел фол. Кулаковщизна, который и удержал в последующие дни боёв, чем и облегчил наши действия в направлении высот 100,3 и 89,9, имевших большое военное значение в боях под Гродно.
23 декабря 1915 года был произведён в генерал-майоры (старшинство в чине установлено с 10 февраля этого же года). С 3 мая 1916 года командовал бригадой 19-й пехотной дивизии, а к началу Октябрьской революции возглавлял и саму эту дивизию.
После революции принял сторону большевиков, с момента организации РККА служил в ней, руководил Невским районным комиссариатом по военным делам и командовал отрядом по охране коммуникаций по Неве. С июня 1918 года командовал 3-й бригадой 2-й Петроградской пехотной дивизии и сражался против белых под Ямбургом и Гдовом.
В ночь на 13 мая 1919 года, во время начала наступления частей Северного корпуса генерала Родзянко против частей РККА, подчинённых Николаеву, неожиданной атакой белых был захвачен в плен вместе со штабом левого боевого участка 6-й стрелковой дивизии в районе деревни Попкова Гора к югу от Нарвы. 28 мая 1919 года был повешен в Ямбурге.
Днём генерал Суворов рассказывал, как офицеры наши перед казнью допрашивали генерала царского времени Николаева, взятого нашими в плен при схватке с большевиками. Генерал Николаев сказал: «Вы все — преступники, вы идёте на Русь с самозванными генералами, а мы, как военные, подчинены правительству; законно или незаконно оно — не наше солдатское дело». Офицеры, судившие Николаева, заколебались, и, если бы не страх перед солдатами, которые запротестовали бы против помилования генерала-большевика, когда к солдатам-большевикам беспощадны, его помиловали бы. Пришлось вынести ему смертный приговор.
После освобождения Ямбурга от белых тело Николаева был перевезено в Петроград и захоронено на Никольском кладбище Александро-Невской лавры.
7 февраля 1920 года приказом Реввоенсовета Николаев посмертно был награждён орденом Красного Знамени.
На Нарвском фронте командовал одной из наших бригад бывший генерал старой армии Александр Панфилович [sic] Николаев. Во время наших неудач под Ямбургом товарищ Николаев вместе с другими попал в плен к разнузданному белогвардейскому бандиту Балаховичу. Несколько сот человек были расстреляны и повешены этим последним в Ямбурге. В числе замученных контрреволюционерами оказался и комбриг товарищ Николаев. … Бывший генерал царской армии не только не отрекся от своей связи с нашей красной армией, наоборот — бросил вызов в лицо своим палачам и умер с возгласом: «Да здравствует власть рабочих и крестьян!»

## Мнения
На стене я увидел большой плакат. На нём в военной форме царского времени, при генеральских погонах и регалиях, недурно изображён генерал Николаев. Плакат советский, пропагандный, под ним крупно напечатано: «Красный генерал Николаев, расстрелянный под Петербургом Юденичем за то, что отказался служить у белых и объявил, что служит Советам по убеждению». Может быть, там было понаписано и ещё что, но смысл я передаю точно. Я остановился перед красным генералом Николаевым и свистнул. Вот так встреча! Николаев был командиром бригады в той самой 19-й пехотной дивизии, в которой я тянул лямку штабс-капитаном во время Великой войны. Как мне не знать генерала Николаева, кто его не знал в нашей дивизии! В царские времена это был самый зверь, беспощадный к солдату, грубый с офицером, подхалим перед начальством. Кто знал генерала Николаева, тот помнит его подлую грубость, низость, жестокость. А теперь, оказывается, он угодил в советские герои, в красные генералы: шкурный карьеризм укатал Николаева до большевистского плаката. Юденич расстрелял его за делоАнтон Туркул - русский офицер, белоэмигрант, коллаборационист.

## Награды
Среди прочих наград Николаев имел ордена:
- Орден Святого Станислава 3-й степени (1897 год, мечи и бант к этому ордену пожалованы 14 августа 1916 года)
- Орден Святой Анны 3-й степени (1902 год)
- Орден Святого Станислава 2-й степени с мечами (1904 год)
- Орден Святого Владимира 4-й степени с мечами и бантом (1905 год)
- Орден Святой Анны 4-й степени (1905 год)
- Золотое оружие с надписью «За храбрость» (16 марта 1906 года)
- Орден Святой Анны 2-й степени (1911 год)
- Орден Святого Владимира 3-й степени с мечами (1915 год)
- Орден Святого Георгия 4-й степени (10 июня 1915 года)
- Орден Красного Знамени (7 февраля 1920 года)